# Merve Dizdar
Merve Dizdar [ˈmɛʁvɛ 'dizdaʁ] est une actrice turque née le 25 juin 1986 à İzmir en Turquie.
Son rôle de Nuray dans Les Herbes sèches de Nuri Bilge Ceylan lui vaut la première récompense internationale de sa carrière, le prix d'interprétation féminine au festival de Cannes 2023,.

## Biographie
Merve Dizdar est diplômée en art dramatique de l'université Onsekiz Mart de Çanakkale puis obtient un master d'art dramatique à l'université Kadir Has.
Elle commence sa carrière théâtrale avec Semaver Kumpanya et continue au Craft Theatre.
Elle remporte de nombreuses récompenses au cours de sa carrière, que ce soit au théâtre, au cinéma ou à la télévision,,.
Elle a notamment reçu le prix de la meilleure actrice au festival international du film d'Antalya, en 2022, pour son rôle dans le film Snow and the Bear, avant d'être récompensée à Cannes en 2023 pour Les Herbes sèches.

## Théâtre
- 2010 : Çok Yaşa Dünya
- 2010 : Bir Tutam Hayat
- 2011 : Titus Andronicus
- 2012 : Bir Kurşun Deliğine Kaç İnsan Sığar Bir İnfazın Portresi
- 2015 : Les Oiseaux
- 2016 : Güçlü
- 2017 : Yutmak
- 2019 : Alice Müzikal[9]
- 2021 : La Nuit des rois

## Filmographie

### Cinéma
- 2010 : Öte Yer Aşkları
- 2011 : Bir Ses Böler Geceyi
- 2013 : Mandıra Filozofu
- 2015 : Yeni Hayat
- 2016 : Yok Artık 2
- 2017 : Körfez
- 2017 : Organik Aşk Hikayeleri
- 2018 : Batlır
- 2019 : Bir Aşk İki Hayat
- 2020 : Eltilerin Savaşı
- 2021 : Le Secret des lucioles (Sen Hiç Ateş Böceği Gördün mü?) d'Andaç Haznedaroglu : Izzet
- 2022 : Snow and the Bear de Selcen Ergun : Asli
- 2023 : Les Herbes sèches de Nuri Bilge Ceylan : Nuray

### Télévision

#### Séries télévisées
- 2010 : Kavak Yelleri
- 2012 : İnsanlar Alemi
- 2013 : Doksanlar
- 2014 : Çılgın Dersane Üniversitede
- 2015 : Beş Kardeş
- 2015 : Kertenkele
- 2017 : Yüz Yüze
- 2017 : Vatanım Sensin
- 2020 : Mucize Doktor
- 2020 : Masumlar Apartmanı
- 2021 : Kırmızı Oda
- 2023 : Ömer[10]

## Distinctions

### Récompenses
- Festival international du film d'Antalya 2022 : Prix de la meilleure actrice pour Snow and the Bear[11]
- Festival de Cannes 2023 : Prix d'interprétation féminine pour Les Herbes sèches[2]